# بوریسلاو انانیف
بوریسلاو انانیف (بلغاری: Борислав Ананиев؛ زادهٔ ۱۱ دسامبر ۱۹۵۵) قایقران کانو اهل بلغارستان است.